# Juanita (film, 1935)
Pour les articles homonymes, voir Juanita.
Pour le film de 2019, voir Juanita (film, 2019).
Pour plus de détails, voir Fiche technique et Distribution.
Juanita est un film français réalisé par Pierre Caron, sorti en 1935.

## Fiche technique
- Titre : Juanita
- Titre original : Gypsy Melody
- Autre titre : Capitaine tzigane[1]
- Réalisation : Pierre Caron
- Scénario et dialogues : René Pujol
- Photographie : Fédote Bourgassoff et Louis Page (cadreur)
- Décors : Jean Douarinou
- Musique : Alfonso Dos Castro, Alexis Iblesco et Alfred Rode
- Société de production : Films Alfred Rode
- Pays d'origine :  France
- Format : Noir et blanc - 1,37:1 - 35 mm - Son mono
- Genre : Comédie et film musical
- Durée : 90 minutes
- Date de sortie : France - 27 septembre 1935

## Distribution
- Mireille Perrey : Juanita
- Alfred Rode : Alex
- Raymond Cordy : Pied-Mignon
- André Berley : le roi
- Alice Tissot : la reine
- Milly Mathis : Giuliana
- Nane Germon : Elaine
- Ginette Gaubert : Betty
- Albert Duvaleix : le colonel
- Pierre Dac : le chef du protocole
- Doumel : Estrapati, l'impresario
- Béby : Mingo
- Max Doria
- André Mellier
- Gene Gérin
- Les Chœurs tziganes d'Alexis Iblesco
- Les Girls de Sharta Melhado